# Elektronische Luftfederung
Die Elektronische Luftfederung ist ein elektronisch geregeltes System im Nutzfahrzeugbereich, um ein Fahrzeug unabhängig vom Beladungszustand auf einem bestimmten Niveau zu halten (Niveauregulierung).

## Aufbau

### Wegstreckensensoren
Die Wegstreckensensoren sind zwischen dem Fahrwerk und der Karosserie verbaut und haben die Aufgabe, den Abstand zwischen diesen zu ermitteln. Sie bestehen in der Hauptsache aus einem Potentiometer und einer Mechanik, welche die Bewegungen der Achse auf das Potentiometer überträgt.

### Steuerblock
Der Steuerblock ist das zentrale Aggregat zum Befüllen und Entlüften der Luftfederbälge. Dazu sind mehrere Magnetventile in einem Gehäuse angeordnet. Die elektronischen Befehle des Steuergeräts werden hier umgesetzt.

### Steuergerät
Das Steuergerät ist die Zentrale des Luftfedersystems. Hier laufen alle Informationen ein und werden verarbeitet. Die hier hinterlegten Parameter bestimmen die einzelnen Funktionen des Systems.

### Drucksensoren
Sie messen den Druck in den Luftfederbälgen und melden diesen auch an andere Fahrzeugsysteme, z. B. über einen CAN-Datenbus. Sie sind nicht in jeder Anlage verbaut.

### Bedienelemente
Hauptbedienelement ist ein Schalter auf dem Armaturenbrett, mit dem der Absenk- und Anhebevorgang eingeleitet werden kann. Ein Schlüsselschalter ermöglicht es, die Anlage komplett abzuschalten.

## Wirkungsweise
Der Steuerblock wird von der Druckluftanlage des Fahrzeugs ständig mit Druckluft versorgt. Ein entsprechend dimensionierter Luftkessel speichert einen ausreichenden Vorrat unter einem Druck von mindestens 10 bar.
Wird das Fahrzeug beladen, sinkt es nach unten, und das Steuergerät misst an den Wegstreckensensoren eine veränderte Spannung. Diese wird mit den hinterlegten Referenzwerten verglichen. Um das ursprünglich eingestellte Normalniveau wieder zu erreichen, müssen nun die Luftfederbälge mit höherem Druck beaufschlagt werden, damit das Fahrzeug sich hebt. Das Steuergerät steuert nun die entsprechenden Magnetventile des Steuerblocks an. Diese lassen den Vorratsdruck in die Luftfederbälge strömen. Über die Wegstreckensensoren ermittelt das Steuergerät stetig das Fahrzeugniveau und regelt nach, bis die gewünschte Höhe erreicht ist.
Wird das Fahrzeug entladen, so wird das Steuergerät die Luftfederbälge solange entlüften, bis wiederum das Normalniveau erreicht wird.

## Einsatzgebiete
Die elektronische Luftfederung wird bevorzugt in Niederflurbussen eingebaut, da die Möglichkeit besteht, das Fahrzeug auf der Einstiegsseite abzusenken (Kneeling), um so den Fahrgästen das Einsteigen zu erleichtern. Weiterhin wird die elektronische Luftfederung in schweren LKWs und deren Anhängern sowie in Kränen eingesetzt. Im PKW-Bereich wird sie nicht sehr häufig eingesetzt. Nur Fahrzeuge der gehobenen Klassen, „SUV“ und Geländewagen setzen vereinzelt luftgefederte Fahrwerke ein, die meist aufpreispflichtig sind.